# Mezquitic
Mezquitic é um município do estado de Jalisco, no México.
Em 2005, o município possuía um total de 15.674 habitantes.